# Summe von drei Kubikzahlen

Lösungen der Gleichung x^{3} + y^{3} + z^{3} = n mit ganzzahligen x, y und z (Abszisse) für n = 0...100 (Ordinate), dargestellt als einfach-logarithmischer Graph.
Grün kodiert sind Werte für n, für die es nachweislich keine Lösungen gibt.
Rot bzw. Blau kodiert sind die Bereiche zwischen x und y bzw. y und z mit x ≤ y ≤ z.

Die Summe von drei Kubikzahlen bezeichnet ein ungelöstes Problem der Zahlentheorie, welches wie folgt lautet:
Lässt sich eine gegebene Zahl {\displaystyle n} als Summe dreier Kubikzahlen darstellen?  Wenn ja, auf wie viele verschiedene Weisen? 
Zum Beispiel lässt sich die Zahl {\displaystyle 10} u. a. als die Summe der drei Kubikzahlen {\displaystyle 1^{3}=1}, {\displaystyle \,1^{3}=1} und {\displaystyle 2^{3}=8} darstellen↓. Für die Zahl {\displaystyle 13} existiert dagegen nachweislich keine solche Zerlegung↓. Ist {\displaystyle n} eine beliebige ganze Zahl, so geht es um die Lösbarkeit der diophantischen Gleichung {\displaystyle x^{3}+y^{3}+z^{3}=n}.
Die Lösungen dieser diophantischen Gleichung für gegebene {\displaystyle n} ist ein seit 200 Jahren (1825) ungelöstes Problem der Zahlentheorie. Seit mehr als 70 Jahren sind durch Einsatz von Computern und Brute-Force-Suche viele einzelne Lösungen (bis in den Bereich von 1020) gefunden worden, eine grundlegend analytische Lösung steht aber weiterhin aus.

## Eigenschaften
Wichtige Vorbemerkung
Da Permutationen von Kubikzahlen ebenfalls Lösungen sind, werden diese nicht explizit angegeben.

Lösungen werden immer in der Sortierung
{\displaystyle |x|\leq |y|\leq |z|}
angegeben, im Falle von Betragsgleichheit werden die Werte nach ihrem Wert sortiert.

Weiterhin werden Lösungen für negative {\displaystyle n} nicht angeben, da aus {\displaystyle x^{3}+y^{3}+z^{3}=n} die Lösung {\displaystyle (-x)^{3}+(-y)^{3}+(-z)^{3}=-n} für negative {\displaystyle n} folgt.
Es geht um die Lösung der Gleichung {\displaystyle n=x^{3}+y^{3}+z^{3}} mit {\displaystyle n,\ x,\ y,\ z\in \mathbb {Z} }.
Für {\displaystyle n=9k\pm 4} ist bekannt und beweisbar, dass es keine Lösungen geben kann, für {\displaystyle n=9k\pm 0\ldots 3} wird zwar vermutet, dass es immer (sogar unendlich viele) Lösungen gibt. Hierbei handelt es sich allerdings um eine unbewiesene Vermutung. Lösungen werden heutzutage im Wesentlichen mittels Computer per Brute Force bestimmt. Die Anzahl der bekannten Lösungen variiert hierbei erheblich, für z. B. {\displaystyle n=0,\ n=1,\ n=2,\ n=k^{3}} und {\displaystyle n=2k^{3}} kann man sehr einfach unendlich viele Lösungen konstruieren, für {\displaystyle n=3} sind drei Lösungen↓ bekannt und für {\displaystyle n=114}↓ wird vermutet, dass es (unendlich viele) Lösungen gibt, es ist aber aktuell keine Lösung bekannt.
Lösungen werden betreffs folgender Kriterien klassifiziert:
- trivial, falls einer der Koeffizienten {\displaystyle =0}.
- nicht-primitiv, falls durch Erweiterung mit einer Kubikzahl aus einer kleineren Lösung entstanden
- Weiterhin gibt es für Kubikzahlen {\displaystyle n=k^{3}}unendlich viele Lösungen {\displaystyle (-a,+a,k)} mittels {\displaystyle n=(-a)^{3}+(+a)^{3}+k^{3}} für beliebige {\displaystyle a}. Für {\displaystyle n=0} sind das alle Lösungen, für {\displaystyle n\neq 0} gibt es weitere Lösungen.

Die folgende Tabelle enthält die Anzahl der Lösungen bis {\displaystyle 2^{26}}, die sich nicht mittels der dritten Methode konstruieren lassen bzw. die ungefähre Größe der kleinsten bekannten Lösung.
| n   | 0     | 01  | 02    | 03   | 04             | 05             | 06    | 07 | 08  | 09  | 10  | 11 | 12   | 13             | 14             | 15    | 16    | 17  |
| --- | ----- | --- | ----- | ---- | -------------- | -------------- | ----- | -- | --- | --- | --- | -- | ---- | -------------- | -------------- | ----- | ----- | --- |
| 000 | keine | 385 | 225   | 2    | keine Lösungen | keine Lösungen | 6     | 7  | 543 | 3   | 5   | 7  | 2    | keine Lösungen | keine Lösungen | 6     | 180   | 9   |
| 018 | 13    | 8   | 15    | 8    | keine Lösungen | keine Lösungen | 2     | 5  | 6   | 555 | 12  | 14 | ≈109 | keine Lösungen | keine Lösungen | ≈1016 | 15    | 14  |
| 036 | 11    | 5   | 3     | 1    | keine Lösungen | keine Lösungen | ≈1017 | 17 | 5   | 8   | 7   | 8  | 8    | keine Lösungen | keine Lösungen | 3     | ≈1011 | 11  |
| 054 | 162   | 18  | 15    | 15   | keine Lösungen | keine Lösungen | 4     | 3  | 17  | 13  | 719 | 8  | 3    | keine Lösungen | keine Lösungen | 7     | 10    | 22  |
| 072 | 5     | 12  | ≈1014 | ≈109 | keine Lösungen | keine Lösungen | 2     | 5  | 9   | 8   | 5   | 23 | 2    | keine Lösungen | keine Lösungen | 1     | 14    | 7   |
| 090 | 32    | 16  | 19    | 3    | keine Lösungen | keine Lösungen | 3     | 19 | 7   | 29  | 4   | 6  | 1    | keine Lösungen | keine Lösungen | 1     | 8     | 6   |
| 108 | 6     | 17  | ≈1010 | 5    | keine Lösungen | keine Lösungen | ???   | 6  | 8   | 4   | 24  | 9  | 11   | keine Lösungen | keine Lösungen | 2     | 4     | 528 |

Lösungen für {\displaystyle |x|,\ |y|,\ |z|\gg {\sqrt[{3}]{n}}} haben eine der beiden Formen
{\displaystyle n=(+|x|)^{3}+(+|y|)^{3}+(-|z|)^{3}\quad } oder
{\displaystyle n=(-|x|)^{3}+(-|y|)^{3}+(+|z|)^{3}},
d. h. die beiden kleineren Terme haben das gleiche Vorzeichen und der größere Term das entgegengesetzte Vorzeichen.
Die anderen sechs Fälle treten nur für sehr kleine {\displaystyle |x|,\ |y|,\ |z|} auf, wie z. B.
{\displaystyle 3=1^{3}+1^{3}+1^{3}}.

### Bekannte Voraussetzungen, für die es Lösungen oder keine Lösungen gibt
- Sei {\displaystyle n=x^{3}+y^{3}+z^{3}} ganzzahlig lösbar. Dann ist eine notwendige Bedingung für {\displaystyle n} die folgende:

{\displaystyle n\not \equiv \pm 4{\pmod {9}}}
Für den Beweis benötigen wir zuerst folgenden Hilfssatz:
Für jede Kubikzahl {\displaystyle x^{3}} mit {\displaystyle x\in \mathbb {Z} } gilt:
{\displaystyle x^{3}\equiv -1,\ 0\ {\text{ oder }}+1{\pmod {9}}}
Beweis dieses Hilfssatzes:
Wir testen alle neun möglichen Varianten {\displaystyle x\equiv 0\ldots 8{\pmod {9}}} durch:
{\displaystyle {\begin{array}{rlr}{\text{Für }}x\equiv 0{\pmod {9}}{\text{ gilt: }}&x^{3}\equiv 0^{3}=0&0{\pmod {9}}\\{\text{Für }}x\equiv 1{\pmod {9}}{\text{ gilt: }}&x^{3}\equiv 1^{3}=1&+1{\pmod {9}}\\{\text{Für }}x\equiv 2{\pmod {9}}{\text{ gilt: }}&x^{3}\equiv 2^{3}=8&-1{\pmod {9}}\\{\text{Für }}x\equiv 3{\pmod {9}}{\text{ gilt: }}&x^{3}\equiv 3^{3}=27\equiv &\ 0{\pmod {9}}\\{\text{Für }}x\equiv 4{\pmod {9}}{\text{ gilt: }}&x^{3}\equiv 4^{3}=64\equiv &+1{\pmod {9}}\\{\text{Für }}x\equiv 5{\pmod {9}}{\text{ gilt: }}&x^{3}\equiv 5^{3}=125\equiv &-1{\pmod {9}}\\{\text{Für }}x\equiv 6{\pmod {9}}{\text{ gilt: }}&x^{3}\equiv 6^{3}=216\equiv &\ 0{\pmod {9}}\\{\text{Für }}x\equiv 7{\pmod {9}}{\text{ gilt: }}&x^{3}\equiv 7^{3}=343\equiv &+1{\pmod {9}}\\{\text{Für }}x\equiv 8{\pmod {9}}{\text{ gilt: }}&x^{3}\equiv 8^{3}=512\equiv &-1{\pmod {9}}\end{array}}}
Somit gilt für alle {\displaystyle x\in \mathbb {Z} }, dass nur {\displaystyle x^{3}\equiv -1,\ 0\ {\text{ oder }}+1{\pmod {9}}} sein kann,
womit dieser Hilfssatz bewiesen ist.
Beweis des Hauptsatzes:
Nun muss bewiesen werden, dass die Summe {\displaystyle n} dreier Kubikzahlen nie {\displaystyle n\equiv 4{\text{ oder }}5{\pmod {9}}} sein kann.

Dazu addieren wir drei Zahlen {\displaystyle x^{3},y^{3}{\text{ und }}z^{3}} mit jeweils der Eigenschaft
{\displaystyle x^{3},y^{3},z^{3}\equiv -1,\ 0\ {\text{ oder }}{+1}{\pmod {9}}}.
Dabei sind für {\displaystyle n=x^{3}+y^{3}+z^{3}\equiv -3,\ \ldots ,+3} erreichbar, da
maximal drei positive Gewichte {\displaystyle +1} (ergibt dann {\displaystyle +3}) oder
maximal drei negative Gewichte {\displaystyle -1} (ergibt dann {\displaystyle -3}) addiert werden können.
Da {\displaystyle n\equiv \pm 4\equiv -5{\pmod {9}}}
nicht {\displaystyle n\equiv -3,\ \ldots ,+3{\pmod {9}}} erfüllen, sind sie durch keine der möglichen Summen erreichbar.
Somit ist immer {\displaystyle n\not \equiv \pm 4{\pmod {9}}}, was zu zeigen war.  ∎ 
Es ist nicht bekannt, ob diese Eigenschaft für {\displaystyle n} auch hinreichend ist (dann wäre nämlich das bis dato ungelöste Problem der Zahlentheorie, dem dieser Artikel gewidmet ist, gelöst). Es wurde jedoch von Heath-Brown vermutet, dass die diophantische Gleichung {\displaystyle n=x^{3}+y^{3}+z^{3}} für alle {\displaystyle n\not \equiv \pm 4{\pmod {9}}} unendlich viele ganzzahlige Lösungen hat.
- Es gibt einige spezielle Beziehungen zwischen {\displaystyle x} und {\displaystyle n}, wie zum Beispiel die folgenden:[4]

Sei {\displaystyle n=x^{3}+y^{3}+z^{3}} ganzzahlig lösbar. Bei gegebenem {\displaystyle n} gelten die folgenden Bedingungen für {\displaystyle x}:
Wenn {\displaystyle n\equiv +2{\pmod {7}}} ist, muss gelten: {\displaystyle x\equiv 0,+1,+2} oder {\displaystyle +4{\pmod {7}}}.
Wenn {\displaystyle n\equiv -2{\pmod {7}}} ist, muss gelten: {\displaystyle x\equiv 0,-1,-2} oder {\displaystyle -4{\pmod {7}}}.
Wenn {\displaystyle n\equiv +3{\pmod {7}}} ist, muss gelten: {\displaystyle x\equiv +1,+2} oder {\displaystyle +4{\pmod {7}}}.
Wenn {\displaystyle n\equiv -3{\pmod {7}}} ist, muss gelten: {\displaystyle x\equiv -1,-2} oder {\displaystyle -4{\pmod {7}}}.

Wenn {\displaystyle n\equiv +2{\pmod {9}}} ist, muss gelten: {\displaystyle x,y,z\not \equiv +2{\pmod {3}}}.
Wenn {\displaystyle n\equiv -2{\pmod {9}}} ist, muss gelten: {\displaystyle x,y,z\not \equiv -2{\pmod {3}}}.
Wenn {\displaystyle n\equiv +3{\pmod {9}}} ist, muss gelten: {\displaystyle x,y,z\equiv +1{\pmod {3}}}.
Wenn {\displaystyle n\equiv -3{\pmod {9}}} ist, muss gelten: {\displaystyle x,y,z\equiv -1{\pmod {3}}}.

## Chronologie der Entdeckungen
1825S. Ryley, ein Schullehrer aus Leeds, beschäftigt sich mit dem Thema und findet eine generische Lösung für rationale Zahlen.
1908A. S. Verebrusov findet parametrische, ganzzahlige Lösungen für {\displaystyle n=2}.
1936Kurt Mahler findet parametrische, ganzzahlige Lösungen für {\displaystyle n=1}.
1942 und 1953Louis Joel Mordell beschäftigt sich mit dem Thema. Die Ergebnisse findet man in seinem Buch „Diophantine Equations (1969)“
1954Miller und Woollet fanden 69 der 78 möglichen Lösungen für {\displaystyle 1\leq n\leq 100} per Brute-Force-Suche aller Kombinationen {\displaystyle |x|\leq |y|\leq |z|\leq 3164}.
Die Berechnungen wurden auf einer Electronic Delay Storage Automatic Calculator in Cambridge durchgeführt.
Unbekannt blieben die Lösungen der neun Zahlen {\displaystyle 30,\ 33,\ 39,\ 42,\ 52,\ 74,\ 75,\ 84} und {\displaystyle 87}.
Die letzten 5 der 69 gefundenen Zerlegungen lauten:
| {\displaystyle 70=} | {\displaystyle 11^{3}\ \ }  | {\displaystyle +} | {\displaystyle 20^{3}\ \ }  | {\displaystyle +} | {\displaystyle (-21)^{3}}  |
| {\displaystyle 96=} | {\displaystyle 14^{3}\ \ }  | {\displaystyle +} | {\displaystyle 20^{3}\ \ }  | {\displaystyle +} | {\displaystyle (-22)^{3}}  |
| {\displaystyle 79=} | {\displaystyle (-19)^{3}}   | {\displaystyle +} | {\displaystyle (-33)^{3}}   | {\displaystyle +} | {\displaystyle 35^{3}\ \ } |
| {\displaystyle 78=} | {\displaystyle 26^{3}\ \ }  | {\displaystyle +} | {\displaystyle 53^{3}\ \ }  | {\displaystyle +} | {\displaystyle (-55)^{3}}  |
| {\displaystyle 51=} | {\displaystyle 602^{3}\ \ } | {\displaystyle +} | {\displaystyle 659^{3}\ \ } | {\displaystyle +} | {\displaystyle (-796)^{3}} |
1963Gardiner, Lazarus und Stein suchten weitere Lösungen für {\displaystyle 1\leq n\leq 1000} mit {\displaystyle |x|\leq |y|\leq 2^{16}} und {\displaystyle 0\leq z-x\leq 2^{16}}.
Für {\displaystyle n\leq 100} fanden sie folgende weitere Lösung:
{\displaystyle 87=(-1.972)^{3}+(-4.126)^{3}+\;4.271^{3}}
Für {\displaystyle n\leq 1000} fanden sie 708 der 778 Lösungen.
Die letzten 5 der 708 gefundenen Zerlegungen lauten:
| {\displaystyle 978=} | {\displaystyle 8.666^{3}\ \ }  | {\displaystyle +} | {\displaystyle 40.169^{3}\ \ } | {\displaystyle +} | {\displaystyle (-40.303)^{3}}  |
| {\displaystyle 402=} | {\displaystyle 37.685^{3}\ \ } | {\displaystyle +} | {\displaystyle 41.378^{3}\ \ } | {\displaystyle +} | {\displaystyle (-49.915)^{3}}  |
| {\displaystyle 583=} | {\displaystyle (-17.419)^{3}}  | {\displaystyle +} | {\displaystyle (-48.223)^{3}}  | {\displaystyle +} | {\displaystyle 48.969^{3}\ \ } |
| {\displaystyle 227=} | {\displaystyle 24.579^{3}\ \ } | {\displaystyle +} | {\displaystyle 51.748^{3}\ \ } | {\displaystyle +} | {\displaystyle (-53.534)^{3}}  |
| {\displaystyle 971=} | {\displaystyle 7.423^{3}\ \ }  | {\displaystyle +} | {\displaystyle 55.643^{3}\ \ } | {\displaystyle +} | {\displaystyle (-55.687)^{3}}  |
1992Heath-Brown, Lioen und te Riele fanden folgende weitere Lösung:
{\displaystyle 39=\;117.367^{3}+\;134.476^{3}+(-159.380)^{3}}
1994Conn und Vaseršteĭn fanden folgende weitere Lösung:
{\displaystyle 84=(-8.241.191)^{3}+(-41.531.726)^{3}+\;41.639.611^{3}}
1999Durch Finden weiterer drei Lösungen waren für {\displaystyle n\leq 100} bereits für 75 verschiedene {\displaystyle n} Lösungen bekannt. Die neuen Lösungen waren:
| {\displaystyle 75=} | {\displaystyle 4.381.159^{3}\ \ }      | {\displaystyle +} | {\displaystyle 435.203.083^{3}\ \ }  | {\displaystyle +} | {\displaystyle (-435.203.231)^{3}}    |
| {\displaystyle 30=} | {\displaystyle (-283.059.965)^{3}}     | {\displaystyle +} | {\displaystyle (-2.218.888.517)^{3}} | {\displaystyle +} | {\displaystyle 2.220.422.932^{3}\ \ } |
| {\displaystyle 52=} | {\displaystyle 23.961.292.454^{3}\ \ } | {\displaystyle +} | {\displaystyle 60.702.901.317^{3}\;} | {\displaystyle +} | {\displaystyle (-61.922.712.865)^{3}} |
Damit fehlten nur noch die Lösungen für {\displaystyle n=33,\ 42} und {\displaystyle 74}.
Für {\displaystyle n\leq 1000} fanden sie 751 der 778 Lösungen.
2007fehlten nur noch für folgende {\displaystyle n} zwischen {\displaystyle 1} und {\displaystyle 1000} obige Lösungen:
{\displaystyle 33,\ 42,\ 74,\ \ 114,\ 165,\ 390,\ 579,\ 627,\ 633,\ 732,\ 795,\ 906,\ 921} und {\displaystyle 975}
26. April 2016wurde das Problem für {\displaystyle n=74} von Sander Huisman gelöst:
{\displaystyle 74=\;66.229.832.190.556^{3}+\;283.450.105.697.727^{3}+(-284.650.292.555.885)^{3}}
28. April 2019wurde das Problem für {\displaystyle n=33} vom Mathematiker Andrew Booker mittels massivem Computer-Einsatz gelöst:
{\displaystyle 33=(-2.736.111.468.807.040)^{3}+(-8.778.405.442.862.239)^{3}+\;8.866.128.975.287.528^{3}}
6. September 2019wurde das Problem für die letzte verbliebene Zahl {\displaystyle n\leq 100}, nämlich für {\displaystyle n=42} ebenfalls von Andrew Booker und dem Mathematiker Andrew Sutherland gelöst:
{\displaystyle 42=\;12.602.123.297.335.631^{3}+\;80.435.758.145.817.515^{3}+(-80.538.738.812.075.974)^{3}}
Da {\displaystyle n=42} das letzte ungelöste Problem bis {\displaystyle n\leq 100} für diese Art von Gleichung war und das Ergebnis „42“ schon vorher feststand, wurde spaßeshalber ein Zusammenhang mit der Antwort 42 aus der mehrfach verfilmten Roman- und Hörspielreihe Per Anhalter durch die Galaxis des englischen Autors Douglas Adams hergestellt.
Die Suche findet dabei auf bis zu einer halben Million Rechnern von Freiwilligen statt.
24. Oktober 2019wurden, ebenfalls von Andrew Booker und Andrew Sutherland, drei weitere Fälle gelöst:
| {\displaystyle 165=} | {\displaystyle \;98.422.560.467.622.814^{3}} | {\displaystyle +} | {\displaystyle \;383.344.975.542.639.445^{3}} | {\displaystyle +} | {\displaystyle (-385.495.523.231.271.884)^{3}} |
| {\displaystyle 795=} | {\displaystyle \;2.337.348.783.323.923^{3}}  | {\displaystyle +} | {\displaystyle \;14.197.965.759.741.571^{3}}  | {\displaystyle +} | {\displaystyle (-14.219.049.725.358.227)^{3}}  |
| {\displaystyle 906=} | {\displaystyle \;35.961.979.615.356.503^{3}} | {\displaystyle +} | {\displaystyle \;72.054.089.679.353.378^{3}}  | {\displaystyle +} | {\displaystyle (-74.924.259.395.610.397)^{3}}  |
Eine Darstellung als Summe von drei Kubikzahlen war somit nur noch für die folgenden acht Werte für {\displaystyle n\leq 1000} unbekannt:
{\displaystyle 114,\ 390,\ 579,\ 627,\ 633,\ 732,\ 921} und {\displaystyle 975}
5. Januar 2021wurde, ebenfalls von Andrew Booker und Andrew Sutherland, ein weiterer Fall gelöst:
{\displaystyle 759=(-6.941.531.883.806.363.291)^{3}+(-143.070.303.856.622.169.975)^{3}+\;143.075.750.505.019.222.645^{3}}
Eine Darstellung als Summe von drei Kubikzahlen ist somit nur noch für die folgenden sieben Werte für {\displaystyle n\leq 1000} unbekannt (Stand: 5. Januar 2021):
{\displaystyle 114,\ 390,\ 627,\ 633,\ 732,\ 921} und {\displaystyle 975}
Momentan ist also die Gleichung {\displaystyle 114=x^{3}+y^{3}+z^{3}} diejenige mit dem kleinsten natürlichen {\displaystyle n\in \mathbb {N} _{0}}, für die noch keine ganzzahlige Lösung bekannt ist.

## Beispiele für Lösungen der Gleichung
Lösungen, in denen (mindestens) eine der Zahlen {\displaystyle x,\ y,\ z=0} ist, nennen man triviale Lösungen. Sind alle ungleich 0, nennt man sie nicht-triviale Lösungen.

Lösungen, in denen {\displaystyle x,\ y,\ z} teilerfremd sind, nennt man primitive Lösungen, andernfalls nicht-primitive Lösungen.

### Lösungen fürn=0
Die einfachste triviale Darstellung für {\displaystyle n=0} als Summe dreier Kubikzahlen lautet:
{\displaystyle 0=0^{3}+0^{3}+0^{3}}.
Weitere triviale Lösungen lauten:
{\displaystyle 0=0^{3}+(-a)^{3}+\;a^{3}}  mit  {\displaystyle a\in \mathbb {Z} }.
Nichttriviale Lösungen existieren nicht.
Beweis:
Angenommen, es existiert eine nichttriviale Darstellung der Form {\displaystyle 0=x^{3}+y^{3}+z^{3}} mit {\displaystyle x,y,z\not =0} . Genau eine oder zwei der Variablen {\displaystyle x,y,z} müssen negativ sein, denn sie können nicht alle drei gleichzeitig positiv oder negativ sein. Ohne Bedingung der Allgemeinheit kann angenommen werden, dass {\displaystyle x>0,y>0,z<0} (Im Fall von zwei negativen Variablen, betrachtet man die Lösung {\displaystyle -x,-y,-z}). Bringt man {\displaystyle z^{3}} auf die rechte Seite, erhält man mit {\displaystyle x^{3}+y^{3}=-z^{3}} eine ganzzahlige Lösung für die Gleichung {\displaystyle x^{3}+y^{3}=z'^{3}} mit {\displaystyle z'=-z>0}. Dies steht aber im Widerspruch zum auf Kubikzahlen angewendeten Großen Fermatscher Satz, der besagt, dass die Gleichung {\displaystyle x^{3}+y^{3}=z^{3}} für positive ganze Zahlen {\displaystyle x,y,z\in \mathbb {N} } keine Lösungen besitzt. Somit muss die Annahme fallengelassen werden, was bedeutet, dass es keine nichttriviale Darstellung der Form {\displaystyle x^{3}+y^{3}+z^{3}=0} geben kann.  ∎ 

### Lösungen fürn=1
Die triviale Darstellung für {\displaystyle n=1} als Summe dreier Kubikzahlen lautet:
{\displaystyle 1=0^{3}+0^{3}+1^{3}}.
Neben dieser existieren aber auch weitere Lösungen (350 Stück bis 50·106), wie z. B.:
{\displaystyle 1=(-6)^{3}+(-8)^{3}+\;9^{3}\qquad } (kleinste Lösung, die nicht trivial und nicht einfach konstruierbar ist)
{\displaystyle ...}
{\displaystyle 1=11980^{3}+\;131769^{3}+(-131802)^{3}}
{\displaystyle ...}
{\displaystyle 1=995329^{3}+\;47775744^{3}+(-47775888)^{3}}
Neben diesen Einzellösungen existieren aber auch ganze Familien von Lösungen. Die einfachste lautet:
{\displaystyle 1=c^{3}+(-c)^{3}+1^{3}}  mit  {\displaystyle c\in \mathbb {Z} }.
Zwei kompliziertere Lösungsfamilien wurden im Jahr 1936 vom Mathematiker Kurt Mahler entdeckt:
{\displaystyle 1=(9c^{4})^{3}+(\pm 3c-9c^{4})^{3}+(1\mp 9c^{3})^{3}}  mit  {\displaystyle c\in \mathbb {Z} }
{\displaystyle \ \ =\underbrace {\color {gray}{\bcancel {729c^{12}}}} _{4}\quad \pm \underbrace {\color {gray}{\bcancel {27c^{3}}}} _{1}-\underbrace {\color {gray}{\bcancel {243c^{6}}}} _{2}\pm \underbrace {\color {gray}{\bcancel {729c^{9}}}} _{3}-\underbrace {\color {gray}{\bcancel {729c^{12}}}} _{4}\quad +1\mp \underbrace {\color {gray}{\bcancel {27c^{3}}}} _{1}+\underbrace {\color {gray}{\bcancel {243c^{6}}}} _{2}\mp \underbrace {\color {gray}{\bcancel {729c^{9}}}} _{3}=1}
wie auch folgende:
{\displaystyle 1=(-135c^{4}+3888c^{10})^{3}+(3c-81c^{4}-1296c^{7}-3888c^{10})^{3}+(1-9c^{3}+648c^{6}+3888c^{9})^{3}}  mit  {\displaystyle c\in \mathbb {Z} }.
Für {\displaystyle n=1} lieferte Lehmer unendlich viele polynomische Lösungsfamilien. Neben
{\displaystyle (x_{c,0},y_{c,0},z_{c,0})=(9c^{4},+3c-9c^{4},1-9c^{3})},
{\displaystyle (x_{c,1},y_{c,1},z_{c,1})=(9c^{4},-3c-9c^{4},1+9c^{3})}
lassen sich für jedes einzelne {\displaystyle c\in \mathbb {Z} } unendlich viele weitere Tripel {\displaystyle (x_{c,k},y_{c,k},z_{c,k})} mit {\displaystyle k\geq 2} rekursiv mittels
{\displaystyle x_{c,k}=2\,(216c^{6}-1)x_{c,k-1}-x_{c,k-2}-108c^{4}},
{\displaystyle y_{c,k}=2\,(216c^{6}-1)y_{c,k-1}-y_{c,k-2}-108c^{4}} und
{\displaystyle z_{c,k}=2\,(216c^{6}-1)z_{c,k-1}-z_{c,k-2}+216c^{6}+4}
konstruieren. Für {\displaystyle k=0} und {\displaystyle 1} erhält man die einfachen Lösungen von Kurt Mahler, für {\displaystyle k=2} die kompliziertere.

### Lösungen fürn=2
Die triviale Darstellung für {\displaystyle n=2} als Summe dreier Kubikzahlen lautet:
{\displaystyle 2=0^{3}+1^{3}+1^{3}},
die ersten nicht-triviale
{\displaystyle 2=(-5)^{3}+(-6)^{3}+\;7^{3}}.
Eine im Jahr 1908 entdeckte nichttriviale Darstellungs-Familie lautet
{\displaystyle 2=(1+6c^{3})^{3}+(1-6c^{3})^{3}+(-6c^{2})^{3}}  mit  {\displaystyle c\in \mathbb {Z} }.
Weitere bekannte Lösungen, die nicht der obigen Familie angehören, sind:
| {\displaystyle 2=} | {\displaystyle 1.214.928^{3}\ \ }         | {\displaystyle +} | {\displaystyle 3.480.205^{3}\ \ }         | {\displaystyle +} | {\displaystyle (-3.528.875)^{3}}         |
| {\displaystyle 2=} | {\displaystyle (-25.282.289.375)^{3}}     | {\displaystyle +} | {\displaystyle (-33.071.554.596)^{3}}     | {\displaystyle +} | {\displaystyle 37.404.275.617^{3}\ \ }   |
| {\displaystyle 2=} | {\displaystyle 1.490.220.318.001^{3}\ \ } | {\displaystyle +} | {\displaystyle 3.737.830.626.090^{3}\ \ } | {\displaystyle +} | {\displaystyle (-3.815.176.160.999)^{3}} |

### Lösungen fürn=3
Bis September 2019 waren die einzigen bekannten Lösungen für {\displaystyle n=3} als Summe dreier Kubikzahlen folgende:
{\displaystyle 3=1^{3}+1^{3}+\quad 1^{3}}  und
{\displaystyle 3=4^{3}+4^{3}+(-5)^{3}}
Überraschenderweise wurde im September 2019 eine weitere Darstellung entdeckt:
{\displaystyle 3=(-472.715.493.453.327.032)^{3}+(-569.936.821.113.563.493.509)^{3}+\;569.936.821.221.962.380.720^{3}}
Damit konnte schließlich eine 1953 von L. Mordell gestellte Frage nach 66 Jahren (47 Jahre nach seinem Tod) beantwortet werden:
Are there any solutions for  n = 3  other than permutations of  (1, 1, 1)  and  (4, 4, −5) ?
Allerdings steht nach Kenntnis dieser drei Lösungen die Frage
Gibt es mehr als diese drei Lösungen ?
im Raum, denn es ist weiterhin unbekannt, ob es nun drei, vier, zweiundvierzig, endlich viele oder unendlich viele Lösungen für {\displaystyle n=3} gibt oder ob die Frage im Sinne von Gödel nicht entscheidbar ist.

### Lösungen fürn=4 und 5
Für {\displaystyle n=4} und {\displaystyle 5} gibt es keine Lösungen. Da eine Kubikzahl {\displaystyle x^{3}} modulo {\displaystyle 9} stets in der Menge {\displaystyle \{-1,0,1\}} liegt, kann die Summe dreier Kubikzahlen {\displaystyle x^{3}+y^{3}+z^{3}\mod 9} nur Werte zwischen {\displaystyle -3} und {\displaystyle 3} annehmen. Das bedeutet, dass eine Zahl der Form {\displaystyle n=9k\pm 4} für {\displaystyle k=0,1,\dots } nicht als Summe dreier Kubikzahlen dargestellt werden kann. Dies betrifft insbesondere die Zahlen {\displaystyle 4} und {\displaystyle 5}.
Man sehe sich hierzu den Beweis↓ an, dass für {\displaystyle n=9k\pm 4} prinzipiell keine Lösungen existieren können. 

### Lösungen fürn=6
Es gibt mehrere Lösungen; die für {\displaystyle |x|\leq |y|\leq |z|\leq 1000} lauten:
| {\displaystyle 6=} | {\displaystyle (-1)^{3}}   | {\displaystyle +} | {\displaystyle (-1)^{3}}   | {\displaystyle +} | {\displaystyle 2^{3}}   |
| {\displaystyle 6=} | {\displaystyle (-43)^{3}}  | {\displaystyle +} | {\displaystyle (-58)^{3}}  | {\displaystyle +} | {\displaystyle 65^{3}}  |
| {\displaystyle 6=} | {\displaystyle (-55)^{3}}  | {\displaystyle +} | {\displaystyle (-235)^{3}} | {\displaystyle +} | {\displaystyle 236^{3}} |
| {\displaystyle 6=} | {\displaystyle (-205)^{3}} | {\displaystyle +} | {\displaystyle (-637)^{3}} | {\displaystyle +} | {\displaystyle 644^{3}} |

### Lösungen fürn=7
Es gibt mehrere Lösungen; die für {\displaystyle |x|\leq |y|\leq |z|\leq 1000} lauten:
| {\displaystyle 7=} | {\displaystyle 0^{3}\ \ }  | {\displaystyle +} | {\displaystyle (-1)^{3}}    | {\displaystyle +} | {\displaystyle 2^{3}\ \ }  |
| {\displaystyle 7=} | {\displaystyle 32^{3}\ \ } | {\displaystyle +} | {\displaystyle 104^{3}\ \ } | {\displaystyle +} | {\displaystyle (-105)^{3}} |
| {\displaystyle 7=} | {\displaystyle 44^{3}\ \ } | {\displaystyle +} | {\displaystyle 168^{3}\ \ } | {\displaystyle +} | {\displaystyle (-169)^{3}} |

### Lösungen für beliebige Kubikzahlenn=k3
Für Kubikzahlen {\displaystyle n=k^{3}} lassen sich unendlich viele sehr einfache, aber nicht triviale Lösungen konstruieren:
{\displaystyle n=k^{3}+(-a)^{3}+a^{3}\qquad } mit beliebigen {\displaystyle a\in \mathbb {Z} }

### Lösungen fürn=10
Es gibt mehrere Lösungen; die für {\displaystyle |x|\leq |y|\leq |z|\leq 1000} lauten:
| {\displaystyle 10=} | {\displaystyle 1^{3}\ \ }   | {\displaystyle +} | {\displaystyle 1^{3}}       | {\displaystyle +} | {\displaystyle 2^{3}\ \ }   |
| {\displaystyle 10=} | {\displaystyle (-3)^{3}}    | {\displaystyle +} | {\displaystyle (-3)^{3}}    | {\displaystyle +} | {\displaystyle 4^{3}\ \ }   |
| {\displaystyle 10=} | {\displaystyle 130^{3}\ \ } | {\displaystyle +} | {\displaystyle 141^{3}\ \ } | {\displaystyle +} | {\displaystyle (-171)^{3}}  |
| {\displaystyle 10=} | {\displaystyle (-353)^{3}}  | {\displaystyle +} | {\displaystyle (-650)^{3}}  | {\displaystyle +} | {\displaystyle 683^{3}\ \ } |
Diese sind auf heutigen Computern schnell gefunden. Erst mit größerem Abstand findet man:
| {\displaystyle 10=} | {\displaystyle (-125.509)^{3}\ \ }    | {\displaystyle +} | {\displaystyle (-294.038)^{3}}     | {\displaystyle +} | {\displaystyle 301.471^{3}}     |
| {\displaystyle 10=} | {\displaystyle (-26.780.787)^{3}\ \ } | {\displaystyle +} | {\displaystyle (-298.124.987)^{3}} | {\displaystyle +} | {\displaystyle 298.197.006^{3}} |

### Lösungen fürn=13 und 14
Für {\displaystyle n=13} und {\displaystyle 14} gibt es keine Lösungen.
Man sehe sich hierzu den Beweis↓ an, dass für {\displaystyle n=9k\pm 4} prinzipiell keine Lösungen existieren können.

### Lösungen fürn=114
Für {\displaystyle n=114} ist aktuell keine Lösung bekannt. Sie ist aktuell die kleinste Zahl mit dieser Eigenschaft. Man vermutet aber, dass es mit hoher Wahrscheinlichkeit (mindestens) eine Lösung gibt, dass diese aber so groß ist, dass man sie bisher mit Brute-Force noch nicht gefunden hat. Es gibt weder einen Beweis, dass eine Lösung existieren muss noch dass sie nicht existieren kann.

### Lösungen fürn=327
{\displaystyle n=327} weist erst für große Zahlen Lösungen auf, die aber dann vergleichsweise eng beieinander liegen. Auch das ist möglich.
| {\displaystyle 327=} | {\displaystyle (-55.495.503.315.494)^{3}} | {\displaystyle +} | {\displaystyle (-170.547.806.910.404)^{3}} | {\displaystyle +} | {\displaystyle 172.484.397.062.815^{3}} |
| {\displaystyle 327=} | {\displaystyle (-23.497.102.374.545)^{3}} | {\displaystyle +} | {\displaystyle (-608.821.354.548.722)^{3}} | {\displaystyle +} | {\displaystyle 608.833.020.860.980^{3}} |

### (Konstruierbare) Lösungen fürn=k3mbei fürmbekannten Lösungen
Lässt sich {\displaystyle n} als Produkt einer Kubikzahl {\displaystyle k^{3}} und einer Zahl {\displaystyle m} darstellen, erbt diese Zahl {\displaystyle n} alle Lösungen der Zahl {\displaystyle m} auf folgende Weise:
{\displaystyle m=x^{3}+y^{3}+z^{3}\quad \longrightarrow \quad n=k^{3}m=k^{3}(x^{3}+y^{3}+z^{3})\quad \longrightarrow \quad n=k^{3}m=(kx)^{3}+(ky)^{3}+(kz)^{3}}
Beispiel
{\displaystyle 1=(-6)^{3}+(-8)^{3}+\;9^{3}\quad \longrightarrow \quad 8=(-12)^{3}+(-16)^{3}+\;18^{3}}
Man nennt diese Lösungen nicht-primitive Lösungen. 
Ein Gegenbeispiel ist {\displaystyle 8=15^{3}+33^{3}+(-34)^{3}} als primitiv nicht-triviale Lösung.

### Tabelle der kleinsten Lösungen fürn=0 bis 134
Folgende Tabelle enthält für {\displaystyle 0\leq n\leq 134,\ n\in \mathbb {N} _{0}} die jeweils kleinsten (in Klammern, kursiv und in blau, wenn existent und abweichend, die kleinsten nichttrivialen) Lösungen der Gleichung {\displaystyle n=x^{3}+y^{3}+z^{3}} mit {\displaystyle |x|\leq |y|\leq |z|}, {\displaystyle \ x,y,z\in \mathbb {Z} }: 
| für {\displaystyle 0\leq n\leq 26} | für {\displaystyle 0\leq n\leq 26} | für {\displaystyle 0\leq n\leq 26} | für {\displaystyle 0\leq n\leq 26} |
| {\displaystyle n}                  | {\displaystyle x}                  | {\displaystyle y}                  | {\displaystyle z}                  |
| ---------------------------------- | ---------------------------------- | ---------------------------------- | ---------------------------------- |
| 0                                  | 0 ()                               | 0 ()                               | 0 ()                               |
| 1                                  | 0 (−1)                             | 0 (1)                              | 1 (1)                              |
| 2                                  | 0 (−5)                             | 1 (−6)                             | 1 (7)                              |
| 3                                  | 1                                  | 1                                  | 1                                  |
| 4                                  | keine Lösung                       | keine Lösung                       | keine Lösung                       |
| 5                                  | keine Lösung                       | keine Lösung                       | keine Lösung                       |
| 6                                  | −1                                 | −1                                 | 2                                  |
| 7                                  | 0 (32)                             | −1 (104)                           | 2 (−105)                           |
| 8                                  | 0 (−1)                             | 0 (1)                              | 2 (2)                              |
| 9                                  | 0 (−52)                            | 1 (−216)                           | 2 (217)                            |
| 10                                 | 1                                  | 1                                  | 2                                  |
| 11                                 | −2                                 | −2                                 | 3                                  |
| 12                                 | 7                                  | 10                                 | −11                                |
| 13                                 | keine Lösung                       | keine Lösung                       | keine Lösung                       |
| 14                                 | keine Lösung                       | keine Lösung                       | keine Lösung                       |
| 15                                 | −1                                 | 2                                  | 2                                  |
| 16                                 | 0 (−10)                            | 2 (−12)                            | 2 (14)                             |
| 17                                 | 1                                  | 2                                  | 2                                  |
| 18                                 | −1                                 | −2                                 | 3                                  |
| 19                                 | 0 (−14)                            | −2 (−16)                           | 3 (19)                             |
| 20                                 | 1                                  | −2                                 | 3                                  |
| 21                                 | −11                                | −14                                | 16                                 |
| 22                                 | keine Lösung                       | keine Lösung                       | keine Lösung                       |
| 23                                 | keine Lösung                       | keine Lösung                       | keine Lösung                       |
| 24                                 | 2                                  | 2                                  | 2                                  |
| 25                                 | −1                                 | −1                                 | 3                                  |
| 26                                 | 0 (161)                            | −1 (297)                           | 3 (−312)                           |

| für {\displaystyle 27\leq n\leq 53} | für {\displaystyle 27\leq n\leq 53} | für {\displaystyle 27\leq n\leq 53} | für {\displaystyle 27\leq n\leq 53} |
| {\displaystyle n}                   | {\displaystyle x}                   | {\displaystyle y}                   | {\displaystyle z}                   |
| ----------------------------------- | ----------------------------------- | ----------------------------------- | ----------------------------------- |
| 27                                  | 0 (−1)                              | 0 (1)                               | 3 (3)                               |
| 28                                  | 0 (13)                              | 1 (14)                              | 3 (−17)                             |
| 29                                  | 1                                   | 1                                   | 3                                   |
| 30                                  | −283.059.965                        | −2.218.888.517                      | 2.220.422.932                       |
| 31                                  | Es existiert keine Lösung.          | Es existiert keine Lösung.          | Es existiert keine Lösung.          |
| 32                                  | Es existiert keine Lösung.          | Es existiert keine Lösung.          | Es existiert keine Lösung.          |
| 33                                  | −2.736.111.468.807.040              | −8.778.405.442.862.239              | 8.866.128.975.287.528               |
| 34                                  | −1                                  | 2                                   | 3                                   |
| 35                                  | 0 (−8)                              | 2 (−13)                             | 3 (14)                              |
| 36                                  | 1                                   | 2                                   | 3                                   |
| 37                                  | 0 (37)                              | −3 (50)                             | 4 (−56)                             |
| 38                                  | 1                                   | −3                                  | 4                                   |
| 39                                  | 117.367                             | 134.476                             | −159.380                            |
| 40                                  | Es existiert keine Lösung.          | Es existiert keine Lösung.          | Es existiert keine Lösung.          |
| 41                                  | Es existiert keine Lösung.          | Es existiert keine Lösung.          | Es existiert keine Lösung.          |
| 42                                  | 12.602.123.297.335.631              | 80.435.758.145.817.515              | −80.538.738.812.075.974             |
| 43                                  | 2                                   | 2                                   | 3                                   |
| 44                                  | −5                                  | −7                                  | 8                                   |
| 45                                  | 2                                   | −3                                  | 4                                   |
| 46                                  | −2                                  | 3                                   | 3                                   |
| 47                                  | 6                                   | 7                                   | −8                                  |
| 48                                  | −2                                  | −2                                  | 4                                   |
| 49                                  | Es existiert keine Lösung.          | Es existiert keine Lösung.          | Es existiert keine Lösung.          |
| 50                                  | Es existiert keine Lösung.          | Es existiert keine Lösung.          | Es existiert keine Lösung.          |
| 51                                  | 602                                 | 659                                 | −796                                |
| 52                                  | 23.961.292.454                      | 60.702.901.317                      | −61.922.712.865                     |
| 53                                  | −1                                  | 3                                   | 3                                   |

| für {\displaystyle 54\leq n\leq 80} | für {\displaystyle 54\leq n\leq 80} | für {\displaystyle 54\leq n\leq 80} | für {\displaystyle 54\leq n\leq 80} |
| {\displaystyle n}                   | {\displaystyle x}                   | {\displaystyle y}                   | {\displaystyle z}                   |
| ----------------------------------- | ----------------------------------- | ----------------------------------- | ----------------------------------- |
| 54                                  | 0 (−7)                              | 3 (−11)                             | 3 (12)                              |
| 55                                  | 1                                   | 3                                   | 3                                   |
| 56                                  | 0 (−11)                             | −2 (−21)                            | 4 (22)                              |
| 57                                  | 1                                   | −2                                  | 4                                   |
| 58                                  | Es existiert keine Lösung.          | Es existiert keine Lösung.          | Es existiert keine Lösung.          |
| 59                                  | Es existiert keine Lösung.          | Es existiert keine Lösung.          | Es existiert keine Lösung.          |
| 60                                  | −1                                  | −4                                  | 5                                   |
| 61                                  | 0 (668)                             | −4 (845)                            | 5 (−966)                            |
| 62                                  | 2                                   | 3                                   | 3                                   |
| 63                                  | 0 (−4)                              | −1 (−6)                             | 4 (7)                               |
| 64                                  | 0 (−1)                              | 0 (1)                               | 4 (4)                               |
| 65                                  | 0 (85)                              | 1 (91)                              | 4 (−111)                            |
| 66                                  | 1                                   | 1                                   | 4                                   |
| 67                                  | Es existiert keine Lösung.          | Es existiert keine Lösung.          | Es existiert keine Lösung.          |
| 68                                  | Es existiert keine Lösung.          | Es existiert keine Lösung.          | Es existiert keine Lösung.          |
| 69                                  | 2                                   | −4                                  | 5                                   |
| 70                                  | 11                                  | 20                                  | −21                                 |
| 71                                  | −1                                  | 2                                   | 4                                   |
| 72                                  | 0 (7)                               | 2 (9)                               | 4 (−10)                             |
| 73                                  | 1                                   | 2                                   | 4                                   |
| 74                                  | 66.229.832.190.556                  | 283.450.105.697.727                 | −284.650.292.555.885                |
| 75                                  | 4.381.159                           | 435.203.083                         | −435.203.231                        |
| 76                                  | Es existiert keine Lösung.          | Es existiert keine Lösung.          | Es existiert keine Lösung.          |
| 77                                  | Es existiert keine Lösung.          | Es existiert keine Lösung.          | Es existiert keine Lösung.          |
| 78                                  | 26                                  | 53                                  | −55                                 |
| 79                                  | −19                                 | −33                                 | 35                                  |
| 80                                  | 2                                   | 2                                   | 4                                   |

| für {\displaystyle 81\leq n\leq 107} | für {\displaystyle 81\leq n\leq 107} | für {\displaystyle 81\leq n\leq 107} | für {\displaystyle 81\leq n\leq 107} |
| {\displaystyle n}                    | {\displaystyle x}                    | {\displaystyle y}                    | {\displaystyle z}                    |
| ------------------------------------ | ------------------------------------ | ------------------------------------ | ------------------------------------ |
| 81                                   | 3                                    | 3                                    | 3                                    |
| 82                                   | −11                                  | −11                                  | 14                                   |
| 83                                   | −2                                   | 3                                    | 4                                    |
| 84                                   | −8.241.191                           | −41.531.726                          | 41.639.611                           |
| 85                                   | Es existiert keine Lösung.           | Es existiert keine Lösung.           | Es existiert keine Lösung.           |
| 86                                   | Es existiert keine Lösung.           | Es existiert keine Lösung.           | Es existiert keine Lösung.           |
| 87                                   | −1972                                | −4126                                | 4271                                 |
| 88                                   | 3                                    | −4                                   | 5                                    |
| 89                                   | 6                                    | 6                                    | −7                                   |
| 90                                   | −1                                   | 3                                    | 4                                    |
| 91                                   | 0 (192)                              | 3 (364)                              | 4 (−381)                             |
| 92                                   | 1                                    | 3                                    | 4                                    |
| 93                                   | −5                                   | −5                                   | 7                                    |
| 94                                   | Es existiert keine Lösung.           | Es existiert keine Lösung.           | Es existiert keine Lösung.           |
| 95                                   | Es existiert keine Lösung.           | Es existiert keine Lösung.           | Es existiert keine Lösung.           |
| 96                                   | 14                                   | 20                                   | −22                                  |
| 97                                   | −1                                   | −3                                   | 5                                    |
| 98                                   | 0 (9)                                | −3 (14)                              | 5 (−15)                              |
| 99                                   | 2                                    | 3                                    | 4                                    |
| 100                                  | −3                                   | −6                                   | 7                                    |
| 101                                  | −3                                   | 4                                    | 4                                    |
| 102                                  | 118                                  | 229                                  | −239                                 |
| 103                                  | Es existiert keine Lösung.           | Es existiert keine Lösung.           | Es existiert keine Lösung.           |
| 104                                  | Es existiert keine Lösung.           | Es existiert keine Lösung.           | Es existiert keine Lösung.           |
| 105                                  | −4                                   | −7                                   | 8                                    |
| 106                                  | 2                                    | −3                                   | 5                                    |
| 107                                  | −28                                  | −48                                  | 51                                   |

| für {\displaystyle 108\leq n\leq 134} | für {\displaystyle 108\leq n\leq 134} | für {\displaystyle 108\leq n\leq 134} | für {\displaystyle 108\leq n\leq 134} |
| {\displaystyle n}                     | {\displaystyle x}                     | {\displaystyle y}                     | {\displaystyle z}                     |
| ------------------------------------- | ------------------------------------- | ------------------------------------- | ------------------------------------- |
| 108                                   | −948                                  | −1165                                 | 1345                                  |
| 109                                   | −2                                    | −2                                    | 5                                     |
| 110                                   | 109.938.919                           | 16.540.290.030                        | −16.540.291.649                       |
| 111                                   | 148                                   | 1039                                  | −1040                                 |
| 112                                   | Es existiert keine Lösung.            | Es existiert keine Lösung.            | Es existiert keine Lösung.            |
| 113                                   | Es existiert keine Lösung.            | Es existiert keine Lösung.            | Es existiert keine Lösung.            |
| 114                                   | derzeit keine Lösung bekannt          | derzeit keine Lösung bekannt          | derzeit keine Lösung bekannt          |
| 115                                   | 8                                     | 11                                    | −12                                   |
| 116                                   | −1                                    | −2                                    | 5                                     |
| 117                                   | 0 (−555)                              | −2 (−896)                             | 5 (962)                               |
| 118                                   | 3                                     | 3                                     | 4                                     |
| 119                                   | −2                                    | −6                                    | 7                                     |
| 120                                   | 946                                   | 1531                                  | −1643                                 |
| 121                                   | Es existiert keine Lösung.            | Es existiert keine Lösung.            | Es existiert keine Lösung.            |
| 122                                   | Es existiert keine Lösung.            | Es existiert keine Lösung.            | Es existiert keine Lösung.            |
| 123                                   | −1                                    | −1                                    | 5                                     |
| 124                                   | 0 (1865)                              | −1 (46.500)                           | 5 (−46.501)                           |
| 125                                   | 0 (−1)                                | 0 (1)                                 | 5 (5)                                 |
| 126                                   | 0 (−1)                                | 1 (−6)                                | 5 (7)                                 |
| 127                                   | 1                                     | 1                                     | 5                                     |
| 128                                   | 1                                     | −6                                    | 7                                     |
| 129                                   | 1                                     | 4                                     | 4                                     |
| 130                                   | Es existiert keine Lösung.            | Es existiert keine Lösung.            | Es existiert keine Lösung.            |
| 131                                   | Es existiert keine Lösung.            | Es existiert keine Lösung.            | Es existiert keine Lösung.            |
| 132                                   | 95.309                                | 101.783                               | −124.294                              |
| 133                                   | 0 (14)                                | 2 (29)                                | 5 (−30)                               |
| 134                                   | 1                                     | 2                                     | 5                                     |

## Verwandte Probleme

### Gleichung für rationale Zahlen
Für {\displaystyle \,x,y,z\in \mathbb {Q} } existieren für {\displaystyle n\in \mathbb {Q} } unendlich viele Lösungen. Für eine gegebene Zahl {\displaystyle n>0} und einen frei wählbaren Parameter {\displaystyle b=\mathbb {Q} \setminus \{0\}} erhält man Lösungen z. B. durch:
{\displaystyle x={\frac {(9b^{6}-30n^{2}b^{3}+n^{4})(3b^{3}+n^{2})+72n^{4}b^{3}}{6bn\ (3b^{3}+n^{2})^{2}}}\in \mathbb {Q} }
{\displaystyle y={\frac {30n^{2}b^{3}-9b^{6}-n^{4}}{6bn\ (3b^{3}+n^{2})}}\qquad \qquad \qquad \qquad \quad \;\in \mathbb {Q} }
{\displaystyle z={\frac {18nb^{5}-6n^{3}b^{2}}{(3b^{3}+n^{2})^{2}}}\qquad \qquad \qquad \qquad \qquad \quad \in \mathbb {Q} }
{\displaystyle x^{3}+y^{3}+z^{3}} ergibt nach längerer Rechnung und finalem Kürzen unabhängig von {\displaystyle b} (solange {\displaystyle \neq 0}) genau den Wert von {\displaystyle n}:
{\displaystyle {\begin{aligned}x^{3}+y^{3}+z^{3}=&\;{\frac {{\big (}(9b^{6}-30n^{2}b^{3}+n^{4})(3b^{3}+n^{2})+72n^{4}b^{3}{\big )}^{3}+{\big (}(30n^{2}b^{3}-9b^{6}-n^{4})(3b^{3}+n^{2}){\big )}^{3}+{\big (}6bn\ (18nb^{5}-6n^{3}b^{2}){\big )}^{3}}{{\big (}6bn\ (3b^{3}+n^{2})^{2}{\big )}^{3}}}\\[1ex]=&\;{\text{    ... sehr viel Rechenaufwand und Möglichkeiten des sich Verrechnens bei Bewunderung an den Autor dieser Formel ...}}\\[1ex]=&\;{\frac {157464\ b^{21}n^{4}+314928\ b^{18}n^{6}+262440\ b^{15}n^{8}+116640\ b^{12}n^{10}+29160\ b^{9}n^{12}+3888\ b^{6}n^{14}+216\ b^{3}n^{16}}{157464\ b^{21}n^{3}+314928\ b^{18}n^{5}+262440\ b^{15}n^{7}+116640\ b^{12}n^{9\;}+29160\ b^{9}n^{11}+3888\ b^{6}n^{13}+216\ b^{3}n^{15}}}\\[1ex]=&\;n\\\end{aligned}}}
Sobald eine der Basen {\displaystyle x,y,z} {\displaystyle \in \mathbb {R} } sein darf, sind beliebige Lösungen direkt ohne Umwege konstruierbar. Für {\displaystyle x\in \mathbb {R} } z. B.:
{\displaystyle x^{3}+y^{3}+z^{3}=n\quad \longrightarrow \quad x={\sqrt[{3}]{n-y^{3}-z^{3}}}},   {\displaystyle n} gegeben; {\displaystyle \ y,z} beliebig wählbar

### Summe von fünf Kubikzahlen
Jede ganze Zahl kann als Summe von fünf Kubikzahlen geschrieben werden.
Beweis
{\displaystyle {\begin{array}{lllllllllll}6k+0&=&(k+1)^{3}&+&(k-1)^{3}&+&(-k)^{3}&+&(-k)^{3}&+&\;\;\ (0)^{3}\\6k+1&=&(k+1)^{3}&+&(k-1)^{3}&+&(-k)^{3}&+&(-k)^{3}&+&\;\;\ (1)^{3}\\6k+2&=&(k)^{3}&+&(k-2)^{3}&+&(-k+1)^{3}&+&(-k+1)^{3}&+&\;\;\ (2)^{3}\\6k+3&=&(k-3)^{3}&+&(k-5)^{3}&+&(-k+4)^{3}&+&(-k+4)^{3}&+&\;\;\ (3)^{3}\\6k+4&=&(k+3)^{3}&+&(k+1)^{3}&+&(-k-2)^{3}&+&(-k-2)^{3}&+&(-2)^{3}\\6k+5&=&(k+2)^{3}&+&(k)^{3}&+&(-k-1)^{3}&+&(-k-1)^{3}&+&(-1)^{3}\\\end{array}}} 
Da jede Zahl als {\displaystyle 6k+0\ldots 5} geschrieben werden kann, folgt daraus der Satz.  ∎ 

### Summe von vier Kubikzahlen
Ähnlich offen wie das Problem der Summe von drei Kubikzahlen ist (wider Erwarten) das von vier Kubikzahlen.
Bisher konnten nur Konstruktionsvorschriften für Zahlen der Form {\displaystyle n=9k\pm 0\ldots 3} gefunden werden, aber nicht für {\displaystyle n=9k\pm 4}.
Die Vermutung konnte bisher weder widerlegt noch bewiesen werden.